# Julia Pitera

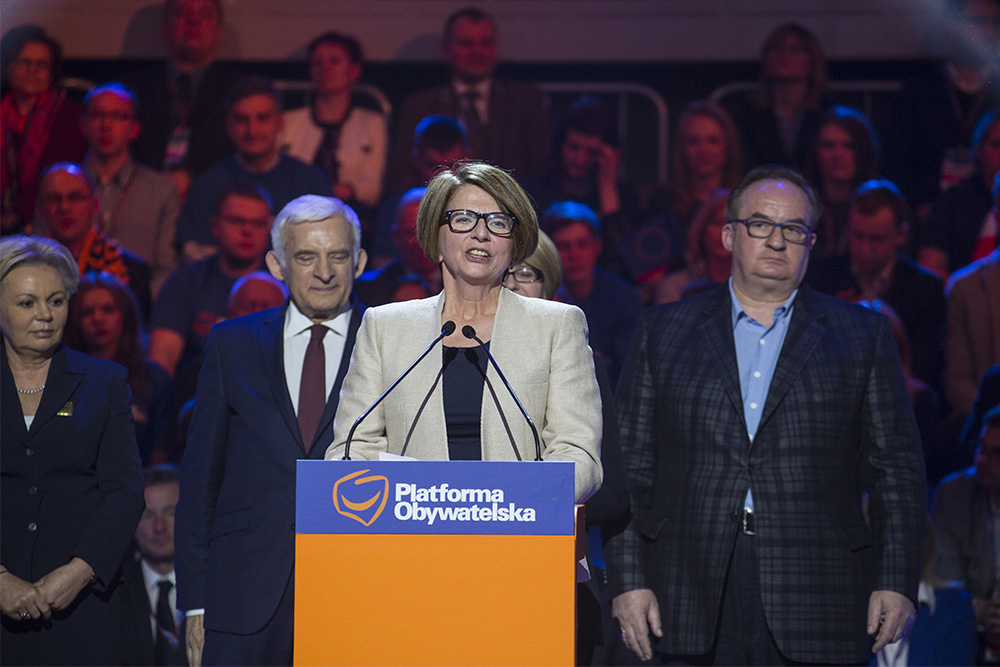
Julia Pitera

Julia Teresa Pitera, geborene Zakrzewska, (* 26. Mai 1953 in Warschau) ist eine polnische Politikerin der Platforma Obywatelska (Bürgerplattform), ab 2007 Staatssekretärin in der Kanzlei des polnischen Ministerpräsidenten und seit 2014 Mitglied des Europäischen Parlaments.

## Leben und politische Tätigkeit
Sie besuchte das allgemeinbildende Gymnasium Bolesław Chrobry (Liceum Ogólnokształcące im. Bolesława Chrobrego) in Warschau und studierte anschließend an der Universität Warschau. Dort schloss Julia Pitera 1977 mit einem Magister für Polonistik ab. Bereits während ihres Studiums war sie als Polnischlehrerin am Warschauer Dąbrowski-Gymnasium tätig. 1981 begann sie als Mitarbeiterin für die Dokumentation moderner Literatur am Institut für Literaturforschung der Polnischen Akademie der Wissenschaften. An der Akademie bestand Julia Pitera 1989 ihre Diplomprüfung als Mitarbeiterin für die wissenschaftliche Dokumentation. An diesem Institut blieb sie bis nach den politischen Reformen in Polen und dem Beginn der Dritten Polnischen Republik.
1991 wurde Julia Pitera Mitarbeiterin in der Kanzlei des Präsidenten der Republik Polen und blieb dort bis 1994. Im Jahr 1994 wurde sie Leiterin des Fernsehprogramms Pytania o Polskę, welches wöchentlich bei TVP2 gezeigt wurde. Nach eigener Aussage war sie bis 1994 politisch nicht aktiv. Sie war 1981 Mitglied der Solidarność geworden, 1990 bis 1991 Mitglied des Porozumienie Centrum (Zentrumsallianz) und von 1994 bis 1998 Mitglied der Unia Polityki Realnej (Union für Realpolitik). Mit letzteren wurde sie 1994 Mitglied des Warschauer Stadtrates. Ohne ihre Tätigkeit als Stadtrat aufzugeben, wurde sie im Jahr 1998 Mitglied von Transparency International Polen, wo sie zwischen 1999 und 2001 Mitglied des Vorstandes und anschließend bis 2005 Vorsitzende des Vorstandes war. 2001 wurde Julia Pitera zusätzlich Mitglied des Rats für die Aufsicht über die Pressefreiheit der Polnischen Journalistenvereinigung. Im Jahr 2002 bewarb sich Julia Pitera, erfolglos, um den Posten des Warschauer Stadtpräsidenten. 2005 beendete sie ihre Mitgliedschaft bei Transparency International und wurde Mitglied der Bürgerplattform und bei den Parlamentswahlen im selben Jahr erlangte sie einen Sitz im Sejm. Damit endete 2005 auch ihre Tätigkeit im Warschauer Stadtrat. Das Mandat für den Sejm konnte sie bei den vorgezogenen Wahlen 2007 verteidigen. Am 22. November 2007 wurde Julia Pitera zur Staatssekretärin in der Kanzlei des Ministerpräsidenten Donald Tusk.
Bei der Europawahl 2014 wurde Pitera ins Europäische Parlament gewählt.
Julia Pitera ist verheiratet und hat einen Sohn.